# Уляницький Андрій Миколайович
Уляницький Андрій Миколайович 13 квітня 1967, Червоноград  Львівська область— майстер гончарного та ковального мистецтва. Член НСМНМУ.

## Біографія
Закінчив в 1986 р. Косівське училище народних художніх промислів імені Василя Касіяна, спеціальність — «Художня обробка металу».
Працює в чорнодимленій кераміці, художньому ковальстві, а також у комбінованій техніці.
Бере участь в обласних, всеукраїнських та міжнародних виставках, зокрема в Польщі, Швеції, США.
Мешкає в Червонограді Львівської області.